# Homofóbia
A homofóbia a leszbikusok, melegek és biszexuálisok ellen irányuló társadalmi ellenszenv vagy agresszivitás. Tágabb értelemben a homoszexuálisokkal szembeni ellenérzések, hátrányos megkülönböztetés általános megnevezése. A homofóbia a strukturális diszkrimináció és elnyomás egyik formája, a transzfóbiához, a szexizmushoz és rasszizmushoz hasonlóan.

## A szó eredete
A szót nyomtatásban először George Weinberg klinikai pszichológus használta a Time magazinban 1969-ben megjelent cikkében, majd az 1971-es Society and the Healthy Homosexual c. könyvében. A szó részben visszavezethető a dr. Wainwright Churchill által használt homoerotofóbia szóra, amely először a Homosexual Behavior Among Males című, 1967-ben publikált könyvében jelent meg.
A homofóbia szót többen alkalmatlannak találják a homoszexuálisok elleni diszkrimináció általános megnevezésére, mivel a -fóbia szó azt a képzetet kelti, hogy a homofóbia csak egyes pszichikai problémákkal küzdő egyének jellemzője, nem pedig össztársadalmi jelenség. Ezen kritikusok olyan alternatív megnevezések használatát javasolják, mint például a heteroszexizmus, a homonegativitás, kötelező heteroszexualitás vagy a heteronormativitás, amelyek a homoszexuálisok elleni diszkrimináció strukturális, kulturálisan beágyazott voltára hívják fel a figyelmet.

## Viták
Hasonlóan a homoszexualitáshoz, a homofóbia kérdését is komoly viták övezik. A fogalom használatának ellenzői szerint a -fóbia szó használata azt a képzetet kelti, mintha egy pszichiátriai betegség lenne, valamint hogy a valódi fóbiákhoz hasonlóan minden esetben irracionális. Véleményük szerint a homofóbia emlegetése a homoszexualitás erőszakos társadalmi elfogadtatásának, valamint a homoszexuálisok pozitív diszkriminációjának megalapozására irányuló stratégia része.

## Megjelenési formái
A homofóbia nem szűkíthető le a homoszexuálisok elleni nyílt gyűlöletre, számos kevésbé látványos, ám komoly következményekkel járó változatban működik. Jelen lehet a családi-baráti viszonyokban, a munkahelyen, az iskolákban, a médiában, a mindennapi élet számos területén. A különböző társadalmak a homofóbia más és más szintjével rendelkeznek, míg bizonyos országokban a melegek és leszbikusok gyakran lesznek erőszakos támadások áldozatai, sőt, némely országban akár halálbüntetéssel is sújthatják őket, más társadalmakban a homoszexualitás társadalmi elfogadottsága magas, és az alább leírt jelenségek nem, vagy csak alig fordulnak elő.

### Erőszak
A történelem során a melegek és leszbikusok gyakran voltak állami üldöztetésnek kitéve. A legújabb kori történelem legjelentősebb melegüldözése a nemzetiszocialista Németországhoz kötődik, a koncentrációs táborokban meghalt homoszexuális férfiak számáról nehéz pontos adatokat találni, a becslések 15 000–600 000 áldozatról beszélnek.
Néhány muzulmán államban a mai napig halálbüntetés vagy testi fenyítés jár az azonos neműek közti szexuális kapcsolat létesítéséért. Bővebben: LMBT törvények
A mai társadalmak többségére az ilyen szélsőséges, állam által gyakorolt erőszak már nem jellemző. A melegek, leszbikusok és transzneműek azonban gyakran válnak utcai erőszak áldozatává. A „buziverők” (angolul: gay-bashers) gyakran bandákba tömörülve, baseball ütőkkel és egyéb fegyverekkel felszerelkezve szedik áldozataikat az ismert meleg szórakozóhelyek körül. Az ilyen eseteket súlyosbítja, hogy az áldozatok nem mernek a rendőrséghez fordulni félvén szexuális irányultságuk kitudódásától, illetve a rendőrség gyakran nem fordít kellő figyelmet a támadások kinyomozására. Az elmúlt években több eset is a média figyelmének központjába került, néhány esetről (Brandon Teena, Matthew Shepard) dokumentumfilm is készült.

### Diszkriminatív törvények
A homoszexuális emberek állam általi diszkriminációjának legsúlyosabb formája az azonos neműek közti szexuális kapcsolatok büntetőjogi üldözése. Ugyan az európai és amerikai államok közül ma már egyben sem büntetik az azonos neműek közötti, beleegyezésen alapuló szexuális kapcsolatot, Afrika és Ázsia számos államában, különösen az iszlám államokban, a mai napig börtönbüntetés, testi fenyítés vagy akár halálbüntetés is járhat a homoszexuális viselkedésért.
Azokban az országokban, ahol dekriminalizálták az azonos neműek közti szexuális kapcsolatokat, további diszkrimináció lehet, hogy a törvények eltérő életkort határoznak meg az azonos és a különböző neműek közt szexuális kapcsolat esetében alkalmazandó beleegyezési korhatárnak.
A jelenleg széles körben elterjedt törvények elsősorban a házasság és a gyermekvállalás kapcsán különböztetik meg a meleg és leszbikus párokat a különneműektől. Az azonos nemű párok a világ legtöbb államában nem házasodhatnak egymással, tényleges együttélésüket az állam sok helyütt nem ismeri el jogszerű párkapcsolatként. Mesterséges megtermékenyítésben nem vehetnek részt, nem lehetnek közösen egy gyermek törvény szerinti szülei, és nem, vagy csak korlátozottan fogadhatnak örökbe gyereket.
Emellett számos ország tiltja vagy akadályozza a melegek és leszbikusok érdekvédelmi szervezeteinek működését, köztéri politikai megmozdulásaikat nem engedélyezik. Néhány országban, köztük Magyarországon, törvények mondják ki, hogy a homoszexuális életforma propagálása vagy ennek támogatása tilos.

### Hátrányos megkülönböztetés
A törvények szintjén létező diszkrimináció mellett gyakori, hogy ugyan a törvények nem írják elő, egyes intézmények, vállalatok vagy egyének máshogy bánnak egy homoszexuális emberrel, mint egy heteroszexuálissal. Így például egy cég nem veszi fel a homoszexualitását nyíltan vállaló jelentkezőt, vagy elbocsátja meleg vagy leszbikus alkalmazottját, ha kiderül annak szexuális irányultsága. Hasonló szituációba kerülhet egy felvételiző diák is. Az is előfordulhat, hogy egy szórakozóhely vagy egyéb szolgáltató megtagadja a melegek és leszbikusok kiszolgálását, vagy hogy egy tulajdonos nem hajlandó bérbe adni lakását nem heteroszexuális embernek.
A hátrányos megkülönböztetést több nemzetközi egyezmény és számos ország alkotmánya, illetve törvényei tiltják. A hátrányos megkülönböztetés tilalmát előíró elvre az egyenlő bánásmód követelményeként is szoktak hivatkozni. Az elmúlt évek során egyre több (főleg európai és észak-amerikai) állam fogadott el olyan hátrányos megkülönböztetést tiltó jogszabályokat, amelyek kifejezetten a szexuális irányultságot is említik az egyenlő bánásmód követelménye kapcsán.

### Zaklatás
A melegek és leszbikusok gyakran lesznek zaklatás áldozatai. A bántó viccek, az élcelődés, az ugratás, az utcai „beszólások” olyan ellenséges környezetet teremtenek, amelyben a szexuális irányultság vállalása komoly megpróbáltatások elé állítja a homoszexuális embereket.

### Gyűlöletbeszéd
A melegek és leszbikusok gyakran válnak gyűlöletbeszéd célpontjává. A gyűlöletbeszéd célja, hogy ellenséges érzületeket keltsen egy csoport vagy annak tagjai ellen, amely egyrészt erőszakhoz vezethet, másrészt a zaklatáshoz hasonlóan negatív légkört teremt a homoszexuális emberek számára.

### Érzéketlenség
A nyíltan diszkriminatív állami szabályozás mellett gyakran előfordul, hogy a kormányzat nem, vagy csak vonakodva hajlandó olyan kérdésekkel foglalkozni, amelyek fokozottan érintik a homoszexuális embereket. Így például a rendőrség csak kelletlenül foglalkozik az utcai erőszaknak áldozatul esett melegek és leszbikusok ügyeivel, a törvények nem biztosítanak megfelelő védelmet a hátrányos megkülönböztetés és a zaklatás ellen, az állam nem biztosít elég pénzt az AIDS terjedését megelőző felvilágosító kampányok vagy kezelésére irányuló tudományos kutatások számára.

### Torz bemutatás
A melegek és leszbikusok elleni előítéletek egyik forrása, hogy a média – és több esetben a jogszabályok, törvények is – gyakran torz képet fest a homoszexuálisokról, olyan tulajdonságokkal ruházva őket fel, amelyek egyáltalán nem jellemzők rájuk, vagy amely csak egy kisebbségükre jellemző. Így például az LMBT megmozdulások kapcsán a tudósítások csak a látványos elemeket (például transzvesztiták, nyílt szexuális tartalmak) emelik ki, mivel ezeknek van meghökkentő hatása.
A filmekben hosszú évtizedeken keresztül csak komikus (akinek viselkedésén nevetni kell) vagy tragikus (akinek meg kell halnia) szereplőként jelentek meg homoszexuális emberek. Az e filmekben megjelenő meleg férfiak legtöbbször nőiesen viselkednek (a leszbikus nők pedig férfiasan), holott a homoszexuális irányultság ritkán jár együtt az ellenkező nem viselkedési szokásainak átvételével.

### Feltételezett heteroszexualitás
A homoszexualitás társadalmi konstrukciója egy olyan ellentétpáron alapszik, amelynek egyik pólusán a heteroszexualitás található mint normális és természetes, másik pólusán a homoszexualitás mint deviancia, furcsaság, különlegesség. A heteroszexualitás úgy jelenik meg, mint ami magától értetődik; a homoszexualitás viszont magyarázatra szorul, ezért kell beszélni a homoszexualitás okairól, a heteroszexualitáséról viszont nem. A feltételezett heteroszexualitás valójában olyan ideológia, amely egy partikuláris identitás (a heteroszexualitás) univerzalizálására épül. A queerelméletben ennek a jelenségnek a megnevezésére a „heteronormativitás”, illetve a „kötelező heteroszexualitás” kifejezések terjedtek el.
A feltételezett heteroszexualitás következménye, hogy mindaddig, amíg valakiről ki nem derül homo- vagy biszexualitása (leleplezés vagy előbújás következtében), heteroszexuálisként van elkönyvelve. Ez láthatatlanságra ítéli a meleg és leszbikus embereket, amely két következménnyel jár: egyrészt, hogy a meleg és leszbikus fiatalok magányosnak érzik magukat, mivel nem látnak meleg vagy leszbikus példaképeket maguk előtt, másrészt a többségi társadalom alulbecsüli a melegek és leszbikusok számát.

### Családi kapcsolatok megszakadása
A szexuális irányultság napvilágra kerülése nem egyszer azzal jár, hogy az érintett családja megszakítja az érintettel a kapcsolatot, elzavarja otthonról. Amellett, hogy ez gyakran érzelmi válsághoz vezet (hiszen a család elsősorban az elfogadás, támogatás szerepét tölti be az ember életében), gyakran anyagilag is nehéz helyzetbe hozza az önálló életvezetésre még képtelen LMBT fiatalt, akit heteroszexuális társaitól eltérően nem támogat anyagilag a családja.

### Öngyűlölet
A társadalom ellenséges attitűdje miatt sok homoszexuális ember maga is elfogadja ezeket a társadalmi beállítódásokat, belsővé teszi, internalizálja a homofóbiát. Így sokan nem fogadják el szexuális irányultságukat. Őket nevezi a pszichológiai irodalom ego-disztonikus homoszexuálisoknak, körükben gyakori a súlyos depresszió, illetve az öngyilkosság. Mások ugyan elfogadják szexuális irányultságukat, de a többségi társadalomhoz hasonló előítéletekkel viseltetnek a melegek és leszbikusok bizonyos csoportjai (például a nőies férfiak) iránt.

## Okai
A homófóbia okairól számos történeti, pszichológiai és szociológiai elmélet létezik. A történeti magyarázatok elsősorban a homofóbia vallási gyökereire összpontosítanak. A pszichológiai magyarázatok olyan egyéni jellemvonások segítségével magyarázzák a homofób beállítódást, mint a látens homoszexualitás, az autoriter személyiség, a változó nemi szerepekhez való alkalmazkodási képtelenség, vagy az egyén által vélt természetellenes cselekedetnek az elítélése (egyszerűen azért, mert a természet szabályait kijátszani önös érdek). A szociálpszichológiai magyarázatok az előítéletek, a stigmatizáció és a címkézés általános (tehát nem kifejezetten a homoszexualitáshoz kapcsolódó) fogalmaihoz kapcsolódnak. A szociológiai elméletek a társadalmon belüli hatalmi viszonyok, így például a patriarchális család, a kapitalizmus termelékenységi-termékenységi kényszere, a bürokratikus szervezetek vagy a modern tudományok tudásvágyával magyarázzák a homofóbia modern formáit.

## Homofóbia-ellenes világnap
Május 17-e a homofóbia-ellenes világnap. A dátum onnan ered, hogy 1990-ben ezen a napon törölte az Egészségügyi Világszervezet (WHO) a homoszexualitást a Betegségek Nemzetközi Osztályozásából. 2005 óta a világnapot Magyarországon is ünneplik.

### Magyar vonatkozású szakirodalom
- Kuszing Gábor: Rideg bánásmód. Esettanulmányok a leszbikus, meleg, biszexuális és transznemű emberek elleni erőszakról és hátrányos megkülönböztetésről, Magyarország 2002–2007, Patent Egyesület, 2007
- Takács Judit: Homoszexualitás és társadalom (Új Mandátum Kiadó, 2004) ISBN 963-9494-57-7
- Takács Judit, Mocsonaki László, P. Tóth Tamás: A leszbikus, meleg, biszexuális és transznemű (LMBT) emberek társadalmi kirekesztettsége Magyarországon, MTA Szociológiai Kutatóintézet, 2007

Ajánlható irodalom: Szilágyi Gyula: Melegfront, Magyar Könyvklub, Budapest, 2002

### Külföldi szakirodalom
- Allen, Robert H. : Classical Origins of Modern Homophobia (McFarland & Co, 2006) ISBN 0-7864-2349-8
- Blumenfeld, Warren J. (szerk.): Homophobia: How We All Pay the Price (Beacon, 1992) ISBN 0-8070-7919-7
- Fone, Byrne R. S.: Homophobia: A History (Henry Holt & Co, 2000) ISBN 0-8050-4559-7
- Herek, Gregory (szerk.): Stigma and Sexual Orientation (Sage, 1997) ISBN 0-8039-5385-2
- Ronner, Amy D.: Homophobia And The Law (APA, 2005) ISBN 1-59147-207-5

## Külső hivatkozások
- Sexual Prejudice: Understanding Homophobia and Heterosexism
- Henry E. Adams, et al.: Putting Freud to the Test
- Bob Nowlan: Marxist Theory of Homosexuality: Past, Present and Future
- Stop.homophobia – homofóbia elleni nemzetközi ifjúsági szervezet (német-lengyel-svéd-litván együttműködés)

Példák a Háttér hírei között a homofóbia által motivált bűncselekmények törvényi szabályozására:
- Súlyosan büntetik Amerikában a (meleg)gyűlölet motiválta bűntetteket (2006-11-08)
- Kaliforniában nem hivatkozhatnak a melegektől való páni félelemre a buziverők és -gyilkosok (2006-11-08)

## Lásd még
- Transzfóbia
- Bifóbia
- Heterofóbia